# لیسیچانسک
لیسیچانسک (به روسی: Лисичанськ) شهری در جمهوری خلق لوهانسک است. این شهر تا پیش از حمله روسیه به اوکراین، بخشی از استان لوهانسک این جمهوری بود. جمعیت این شهر ۹۵,۰۳۱ (۲۰۲۱ تخمینی) نفر است.

## نگارخانه

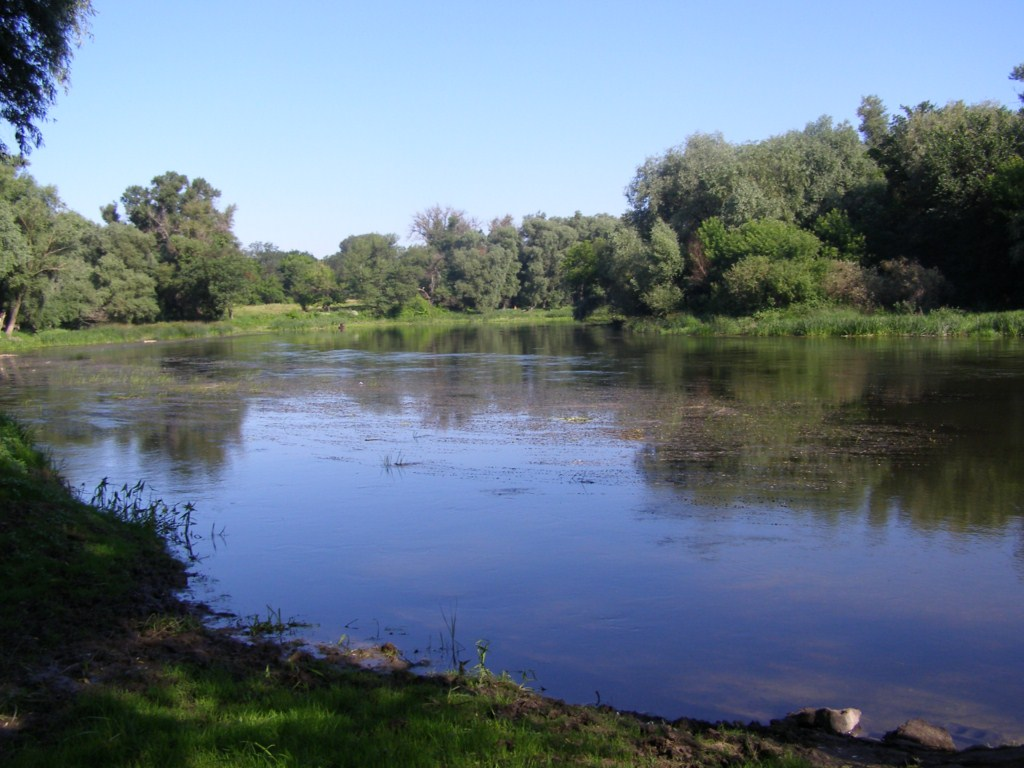
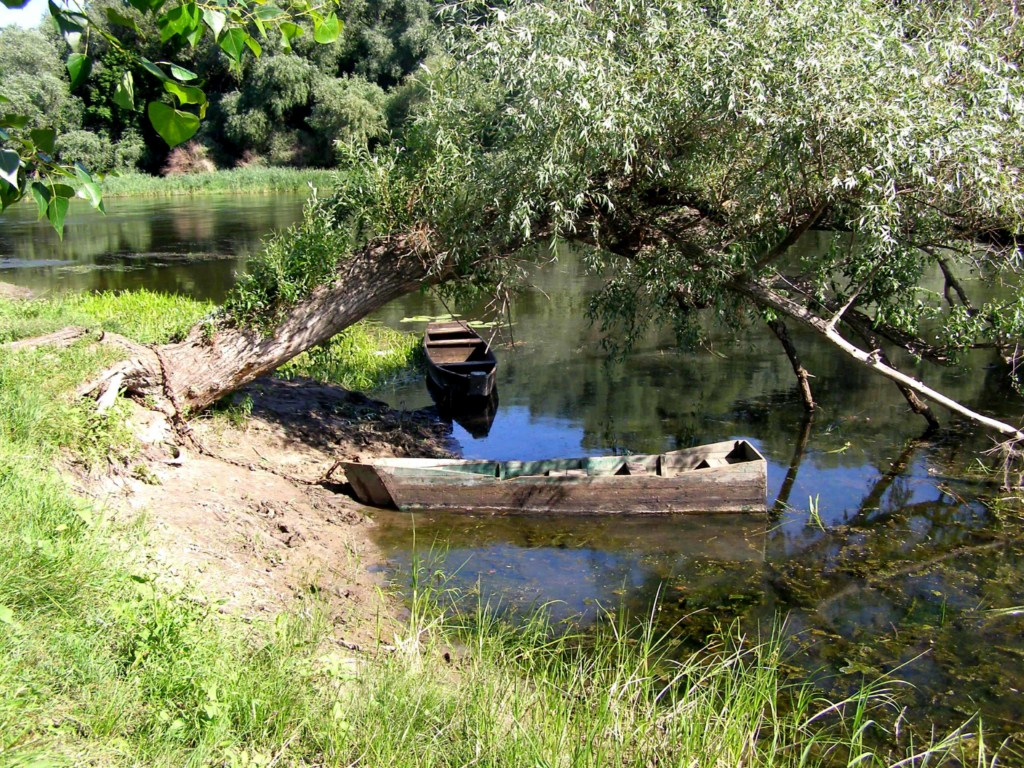
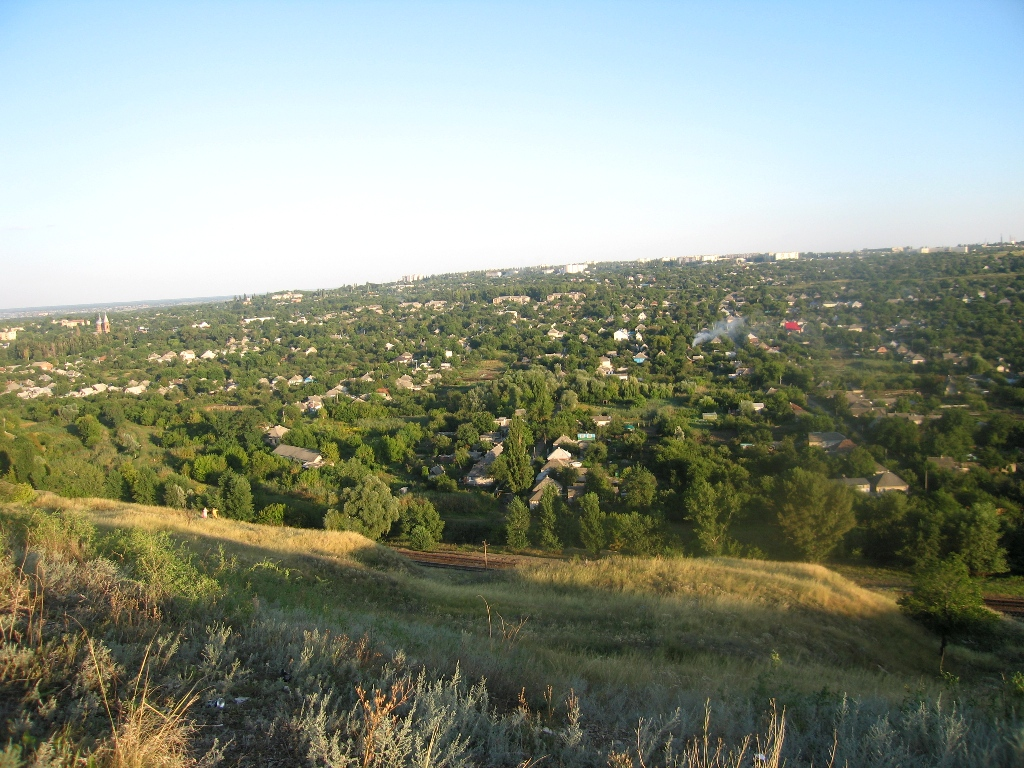
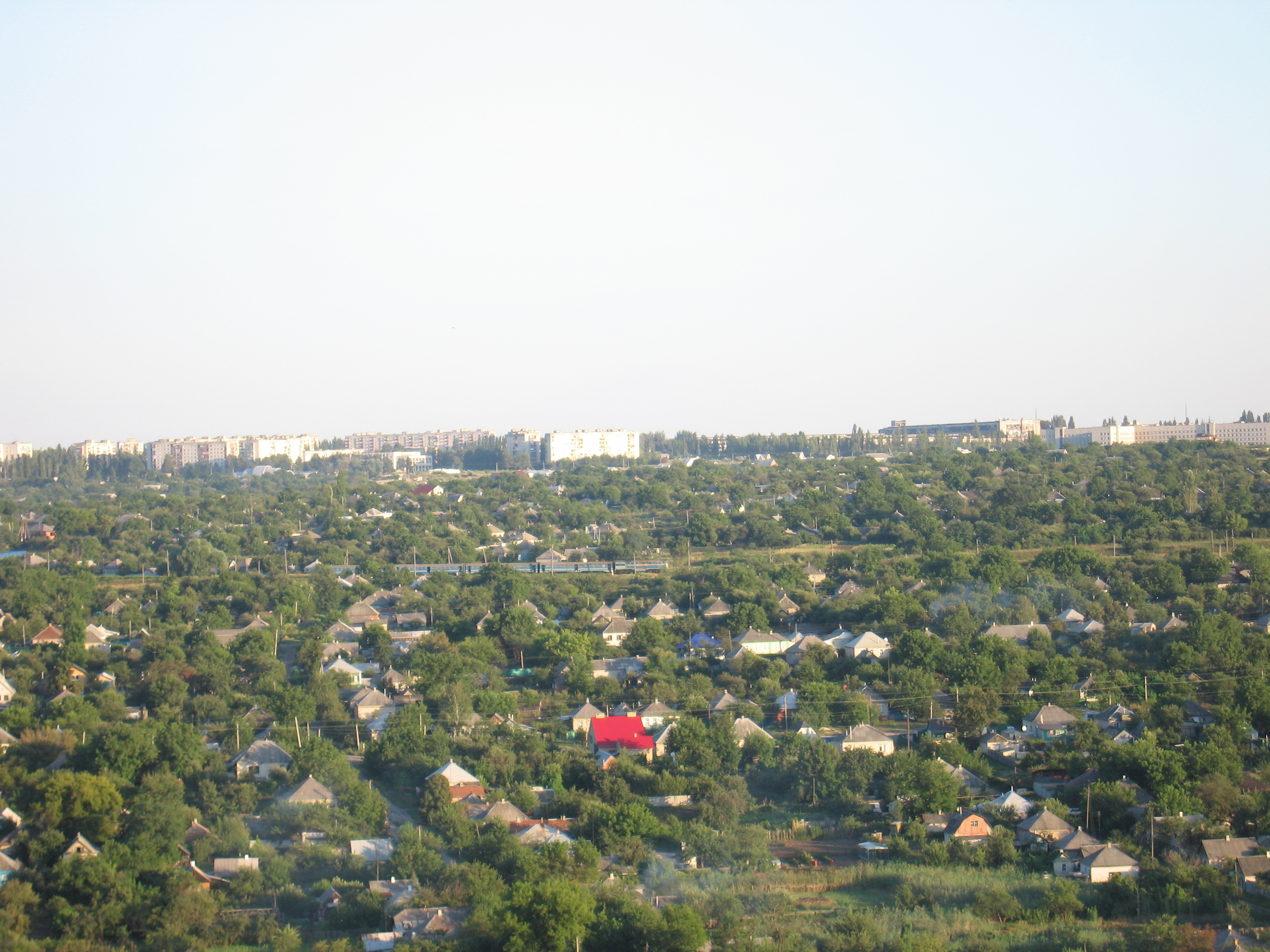